# Sōkichi Tsuda
Sōkichi Tsuda (dans l'ordre japonais Tsuda Sōkichi (津田 左右吉), né le 3 octobre 1873, mort le 4 décembre 1961) est un historien et universitaire japonais, spécialiste du Japon antique.

## Carrière
Formé à l’École spécialisée de Tōkyō (Tōkyō senmon gakkō), ancêtre de l’université Waseda, Tsuda doit attendre l’âge de 47 ans avant d’obtenir une chaire à l’université. En 1920, il est nommé professeur à l’université Waseda. Il devient peu après l’un des historiens-phares des éditions Iwanami, fondées en 1913.

### Affaire Tsuda
En 1939, Minoda Muneki et d’autres intellectuels d’extrême-droite lancent une campagne contre Tsuda au motif que ses thèses « nihilistes » salissent l’institution impériale. 
En 1940, Tsuda est inculpé, quatre de ses ouvrages sont interdits et il est contraint à la démission de son poste à l’université. En 1942, il est condamné à trois mois de prison ferme et deux ans avec sursis. Sa tentative d’appel n’aboutira pas.
Réintégré dans ses fonctions à la fin de la guerre, il est élu en 1946 président de l’université, mais refuse le poste.

## Travaux
Dès son premier livre en 1901, Tsuda adopte la méthode qui le caractérise, à savoir une analyse historique critique des textes littéraires. Il est à ce titre l’un des pionniers de l’histoire culturelle au Japon. Ses travaux les plus connus portent sur les Annales du Japon (Nihon shoki) et la Chronique des faits anciens (Kojiki), les textes mythologiques fondateurs de l’institution impériale. Publiés entre 1913 et 1933, ils l’amènent à remettre en cause l’idée d’une origine divine de la lignée impériale.

## Principales publications
En japonais :
- 新撰東洋史 (L’histoire de l’Orient : nouvelle sélection), Hōeikan, 1901.
- 朝鮮歴史地理 (Histoire et géographie de la Corée), 2 vol., Minami Manshū tetsudō, 1913.
- 神代史の新しい研究 (Nouvelle étude sur l’histoire de l’Âge des dieux), Nishōdō shoten, 1913.
- 文学に現われたる我が国民思想の研究 (Étude sur la pensée de notre peuple à travers la littérature), 8 vol., Rakuyōdō, 1917-1921.
- 古事記及び日本書紀の新研究 (Nouvelle étude de la Chronique des faits anciens et des Annales du Japon), Rakuyōdō, 1919.
- 上代日本の社会及び思想 (Société et pensée du Japon antique), Iwanami shoten, 1933.
- 支那思想と日本 (La pensée chinoise et le Japon), Iwanami shoten, 1937.
- 日本の神道 (La Voie des dieux du Japon), Iwanami shoten, 1937.
- 儒教の研究 (Étude sur le confucianisme), 3 vol., Iwanami shoten, 1950-1956.
- 日本の皇室 (La Maison impériale du Japon), Waseda daigaku shuppanbu, 1952.
- 歴史学と歴史教育 (L’étude de l’histoire et l’enseignement de l’histoire), Iwanami shoten, 1959.

En anglais :
- An Inquiry into the Japanese Mind as Mirrored in Literature: the flowering period of common people literature, JSPS, 1970.
- What is the Oriental Culture ?, Hokuseidō Press, 1955.